# Яцкий, Михаил Дмитриевич
Михаил Дмитриевич Яцкий (11 января 1926 - 10 сентября 2001 года) — разведчик 13-го гвардейского стрелкового полка (3-я гвардейская стрелковая дивизия, 2-я гвардейская армия, 3-й Белорусский фронт), гвардии сержант — на момент представления к награждению орденом Славы 1-й степени.

## Биография
Родился 11 января 1926 года в городе Новороссийск Краснодарского края.
В апреле 1944 года призван в Красную Армию и направлен на фронт в 13-й гвардейский стрелковый полк 3-й гвардейской стрелковой дивизии. Участвовал в освобождении Крыма, в Шяуляйской операции, отражала контрудар противника под Шяуляем Литва.
29 сентября 1944 года за мужество, проявленное в боях с врагом, гвардии красноармеец Яцкий награждён орденом Славы 3-й степени. 1 декабря 1944 года награждён орденом Славы 2-й степени.
27 января 1945 года в бою Яцкий одним из первых ворвался во вражеские траншеи. В бою за овладение населённым пунктом Норденбург Калининградской области скрытно подобрался к дому с засевшими противниками и броском гранаты в окно уничтожил пятерых автоматчиков, а затем троих взял в плен. 2 февраля Яцкий установил расположение вражеских частей, захватил двух пленных.
Указом Президиума Верховного Совета СССР от 19 апреля 1945 года за мужество, отвагу и героизм гвардии сержант Яцкий Михаил Дмитриевич награждён орденом Славы 1-й степени.
В 1946 году демобилизован.
После демобилизации проживал в городе Евпатория. С 1964 года член КПСС. Трудился механиком, начальником автоколонны. Умер 10 сентября 2001 года и похоронен на городском кладбище Евпатории.

## Награды
- орден Отечественной войны I степени (11.03.1985)
- Орден Красной Звезды (16.02.1945)[2]
- Орден Славы I степени (19 апреля 1945 года)
- Орден Славы II степени (1 декабря 1944 года )
- Орден Славы III степени (29 сентября 1944 года)
- Медаль «За отвагу»
- Медаль «За трудовую доблесть»
- Медаль «В ознаменование 100-летия со дня рождения Владимира Ильича Ленина» (6 апреля 1970)
- Медаль «За победу над Германией в Великой Отечественной войне 1941—1945 гг.» (9 мая 1945[3])
- Юбилейная медаль «Двадцать лет Победы в Великой Отечественной войне 1941—1945 гг.» (7 мая 1965[4])
- Юбилейная медаль «Тридцать лет Победы в Великой Отечественной войне 1941—1945 гг.»[5]
- Медаль «Сорок лет Победы в Великой Отечественной войне 1941-1945 гг.»[6]
- Юбилейная медаль «50 лет Победы в Великой Отечественной войне 1941—1945 гг.»[7]
- Медаль «Ветеран Вооружённых Сил СССР»
- Медаль «30 лет Советской Армии и Флота».[8]
- Юбилейная медаль «40 лет Вооружённых Сил СССР»[9]
- Юбилейная медаль «50 лет Вооружённых Сил СССР» (26 декабря 1967[10])
- Юбилейная медаль «60 лет Вооружённых Сил СССР» (28 января 1978[11])
- Юбилейная медаль «70 лет Вооружённых Сил СССР» (28 января 1988[12])
- Знак «Гвардия»
- Знак МО СССР «25 лет Победы в Великой Отечественной войне» (24 апреля 1970[1])

## Память

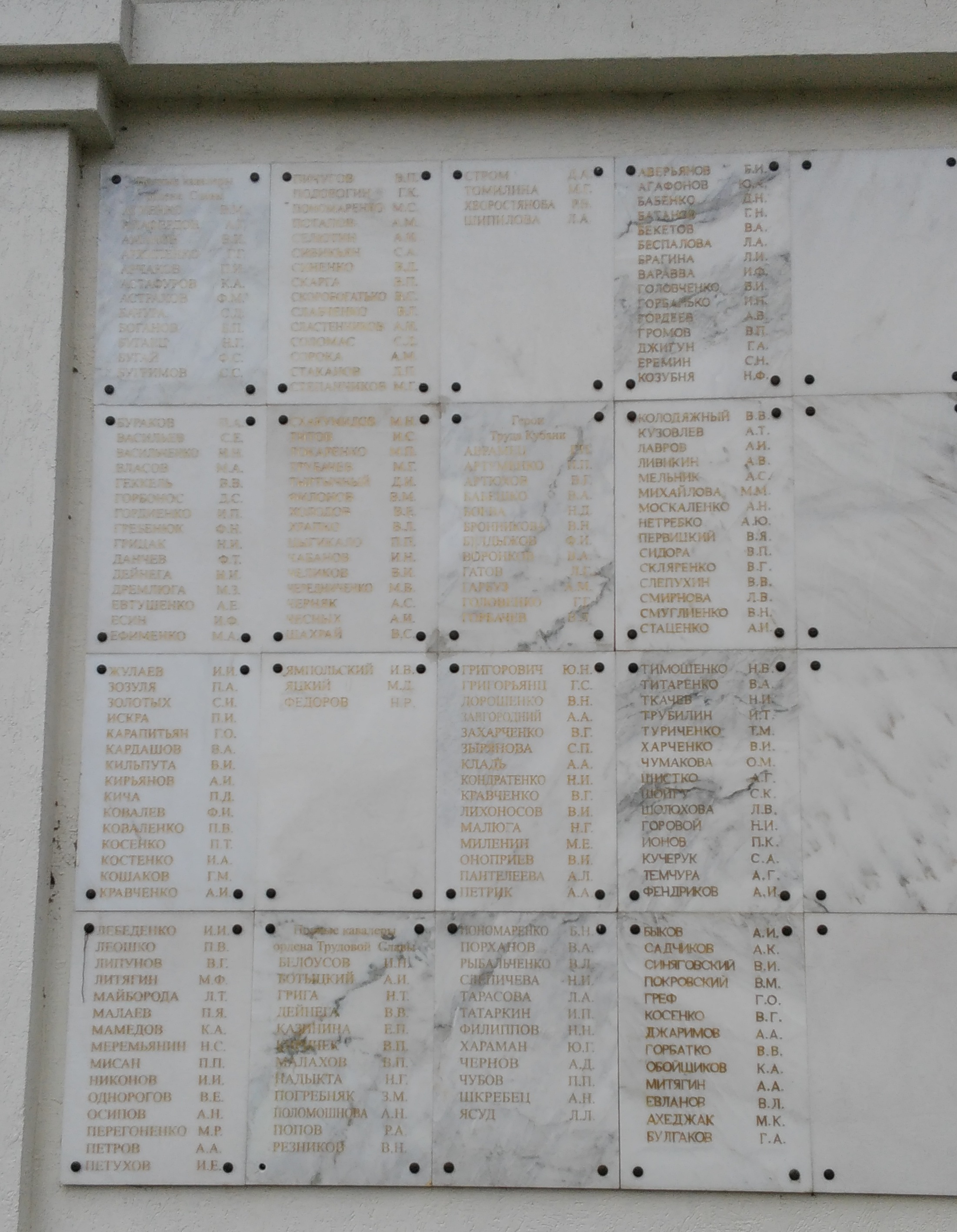
Мемориальная доска с именами полных кавалеров Ордена Славы в Краснодаре.

- 03 апреля 1995 года решением сессии Евпаторийского городского совета "За особые заслуги в деле развития городского хозяйства, многолетнюю активную общественную деятельность на благо города" присвоено звание Почётный гражданин Евпатории[13].
- В Краснодаре установлена Мемориальная доска с именами полных кавалеров Ордена Славы
- На могиле установлен надгробный памятник.